# Таркойта (приток Пычи)
Таркойта — река в России, течет по территории Ижемского района Республики Коми. Устье реки находится в 68 км по левому берегу реки Пыча на высоте 37 м над уровнем моря. Длина реки составляет 41 км.

## Данные водного реестра
По данным государственного водного реестра России относится к Двинско-Печорскому бассейновому округу, водохозяйственный участок реки — Печора от впадения реки Уса до водомерного поста Усть-Цильма, речной подбассейн реки — Печора ниже впадения Усы. Речной бассейн реки — Печора.
Код объекта в государственном водном реестре — 03050300112103000075403.